# دواين ديكسون
دواين ديكسون (بالإنجليزية: Dwayne Dixon)‏ هو لاعب كرة قدم أمريكية أمريكي، ولد في 2 أغسطس 1962 في غينزفيل في الولايات المتحدة.

## وصلات خارجية
- دواين ديكسون على موقع مرجع كرة القدم المحترفة.كوم (الإنجليزية)